# Tatiana Merlino
Tatiana Merlino es una periodista brasileña. Fue reportera y editora en el periódico Brasil de fato y en la revista Caros Amigos; es fundadora de la Agencia Pública y de Ponte Jornalismo. Fue periodista de la Comisión Nacional de la Verdad del Estado de São Paulo. Organizó el Informe Derechos Humanos en Brasil entre 2010 y 2012.
Su actuación en el periodismo, dirigido a temáticas relacionadas con derechos humanos, la hizo acreedora de cuatro Premios Vladimir Herzog.
En marzo de 2015 fue homenajeada por la Comisión de Amnistía por su trabajo en defensa de los derechos de las mujeres y en la reconstrucción de la memoria histórica y aclaración de la verdad de hechos ocurridos durante el periodo de la dictadura en Brasil.
Es sobrina del periodista Luiz Eduardo Merlino, asesinado durante la dictadura militar y estuvo al frente de la denuncia contra Carlos Alberto Brillante Ustra, condenado en 2012 por la muerte de su tío.

## Libros
- Infância Roubada: crianças atingidas pela Ditadura Militar no Brasil (Infancia Robada: niños alcanzados por la Dictadura Militar en Brasil, 2014), organizadora[5]
- A Invasão Corinthiana (La Invasión Corinthiana, 2011), con Igor Ojeda[15]
- Luta, Substantivo Feminino: mulheres torturadas, desaparecidas e mortas na resistência à ditadura (Lucha, Sustantivo Femenino: mujeres torturadas, desaparecidas y asesinadas durante la resistencia a la dictadura, 2010), con Igor Ojeda[16]

## Premios
- Premio Vladimir Herzorg, 2012, categoría Revista, por "Porque la Justicia no pune los ricos", Caros Amigos.[17]
- Premio Vladimir Herzorg, 2010, categoría Revista, por "Grupos de extermínio matan con la certeza de la impunidad", Caros Amigos.[18]
- Premio Vladimir Herzorg, 2009, categoría Web, por "Una misa para un torturador", Caros Amigos, con Lucia de Fátima Rodrigues Gonçalves.[19]